# Route nationale 31 (Inde)
Pour les articles homonymes, voir Route nationale 31.
La route nationale 31 (hindi : राष्ट्रीय महामार्ग ३१, anglais : National Highway 31) est une route importante du Nord-Est de l'Inde. 

## Présentation
La NH-31 est longue de 1 125 km.
Elle traverse les états du Bihar (393 km), Bengale-Occidental (366 km), Assam (322 km) et du Jharkhand (44 km).
Les villes majeures de son parcours sont:
Jhumri Tilaiya, Koderma, Nawada, Bihar Sharif, Harnaut, Bakhtiarpur, Mokameh, Begusarai, Purnea,  Dalkhola, Kishanganj, Bagdogra, Siliguri, Malbazar, Mainaguri, Dhupguri, Cooch Behar, Tufanganj, Kokrajhar,  Nalbari, Jalukbari, Guwahati.

## Jonctions
1. À Bihar Sharif  –  NH 82 vers Gaya et Mokamah ainsi que NH 110 vers Jehanabad et Arwal
2. À  Harnaut – NH 30A vers Barh et Fatuha
3. À  Bakhtiarpur – NH 30 vers Patna et Mohania
4. À  Mokamah  – NH 80 vers Farrakka.
5. Près de Barauni – NH 28 vers Lucknow
6. À  Kora – NH 81 vers Ingraj Bazar/Malda
7. À  Purnea – NH 57 vers Muzaffarpur
8. À  Dalkhola – NH 34 vers Dum Dum au nord de Calcutta
9. À  Mainaguri – Route nationale 31 (A)-(D) vers Jalpaiguri
10. À  Matigara – NH 55 vers Darjeeling
11. À  Sevoke –NH 31A vers Gangtok